# Raif Dizdarević
Raif Dizdarević (nascido em 9 de dezembro de 1926) é um ex-político bósnio. 
Dizdarević nasceu em Fojnica e durante a Segunda Guerra Mundial, participou da resistência armada nos partisans.
Após a guerra, como membro do Partido Comunista e colaborador de Josip Broz Tito, foi elevado a altas funções políticas. A partir 1945, foi membro do Departamento de Segurança do Estado.
Foi diplomata, servindo em embaixadas da Bulgária (1951-1954), da União Soviética (1956-1959) e da Tchecoslováquia (1963-1967). Também exerceu os cargos de: Presidente da Presidência da Bósnia e Herzegovina (1978-1982), Presidente da Assembléia Federal (1982-1983) e Ministro das Relações Exteriores da Iugoslávia (1984-1988).
Entre 1988 e 1989, foi Presidente da Presidência Coletiva da Iugoslávia. Durante seu tempo como chefe de Estado, a Iugoslávia teve uma dívida externa de mais de $21.000 milhões dólares americanos e uma taxa de inflação anual de 217 por cento. Em março de 1989, Dizdarević teve que cancelar uma viagem ao exterior para o Brasil, Uruguai e Senegal em meio a agitação na província de maioria albanesa de Kosovo.
Dizdarević, que tentou manter a federação iugoslava unida, perdeu sua influência política com o início das guerras iugoslavas. Mais tarde, viveu em Sarajevo e publicou suas memórias. Seu filho Predrag vive nos Estados Unidos, enquanto que sua filha Jasminka vive em Belgrado, Sérvia.